# Brachythecium majusculum
Brachythecium majusculum är en bladmossart som beskrevs av Newton 1974. Brachythecium majusculum ingår i släktet gräsmossor, och familjen Brachytheciaceae. Inga underarter finns listade i Catalogue of Life.